# Museo archeologico dell'antica Corinto
Il Museo archeologico dell'antica Corinto è un museo archeologico presso il sito dell'antica Corinto in Grecia.

## Storia
Con le generose donazioni della signora William H. Moore, la Scuola americana di studi classici di Atene costruì il museo nel 1932 facendolo diventare subito un'importante istituzione in Grecia, la sua espansione nel 1950. per poi avere ulteriori ammodernamenti nell'allestimento.
Il 12 aprile 1990 il museo subisce un grave furto, un gruppo di ladri penetra nel museo lega e picchia il guardiano e si impadronisce di un'importante refurtiva fatta di 285 oggetti come teste in marmo, gioielli, e piccoli oggetti. Inoltre ruba i salari del personale che ammontava a un milione di dracme.  Le indagini per il recupero della refurtiva sono state lunghe ma nel 1999 hanno portato alla scoperta degli oggetti a Miami in Florida grazie all'azione del FBI. Il ritorno nel museo di Corinto è avvenuto solo nel 2001.

## Il museo
Il museo ospita una vasta collezione di manufatti del sito archeologico locale e dei siti minori nell'area limitrofa, come Korakou, Gonia e Acrocorinto. I manufatti, che furono sistematicamente recuperati a partire dal 1896 dagli Scavi di Corinto, illustrano molto dell'Antica Corinto attraverso il dominio greco, romano e bizantino. Le esposizioni includono statue, mosaici, ceramiche e sarcofagi.
Il museo è composto da quattro stanze.
- Nella sala 1: vi sono i reperti provenienti dalle installazioni preistoriche nella zona e comprende ceramiche, figurine e strumenti.
- La sala 2: contiene oggetti dai periodi geometrici, arcaici e classici.
- La sala 3: ospita statue di governanti romani, mosaici pavimentali, pitture murali e ceramiche romane e bizantine.
- La sala Asklepieion: contiene principalmente dei reperti votivi dell'Asklepieion nell'antica Corinto.

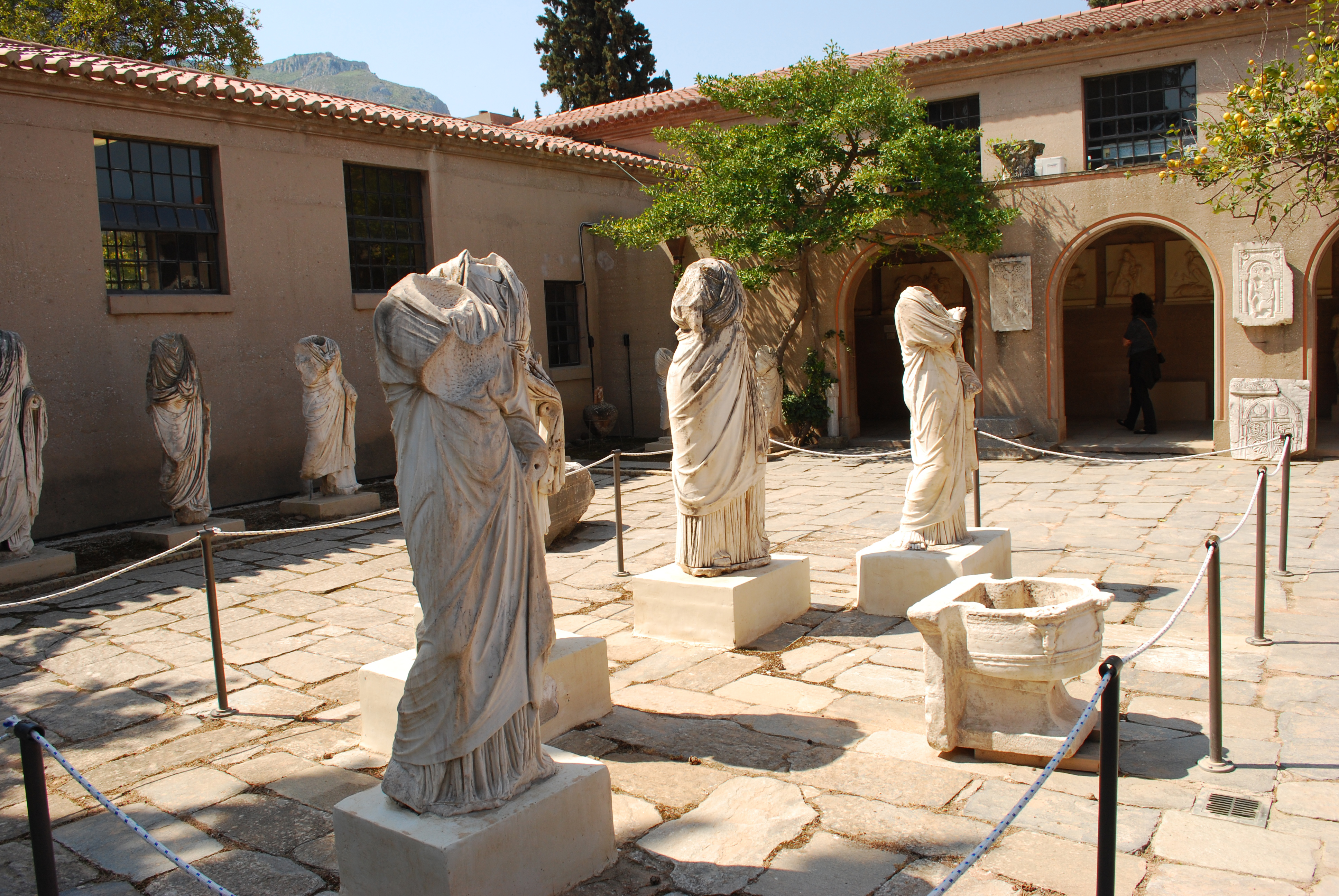
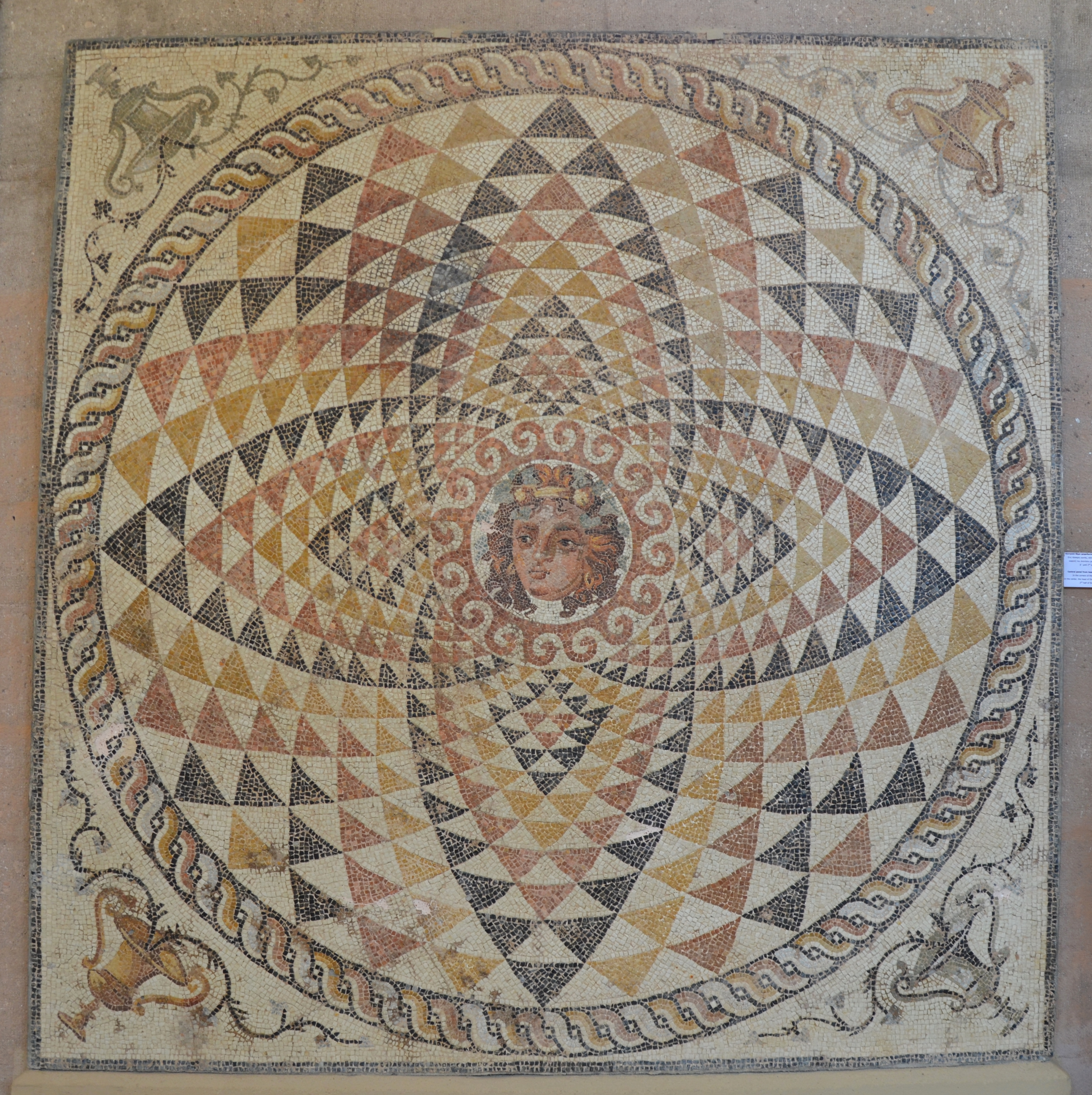
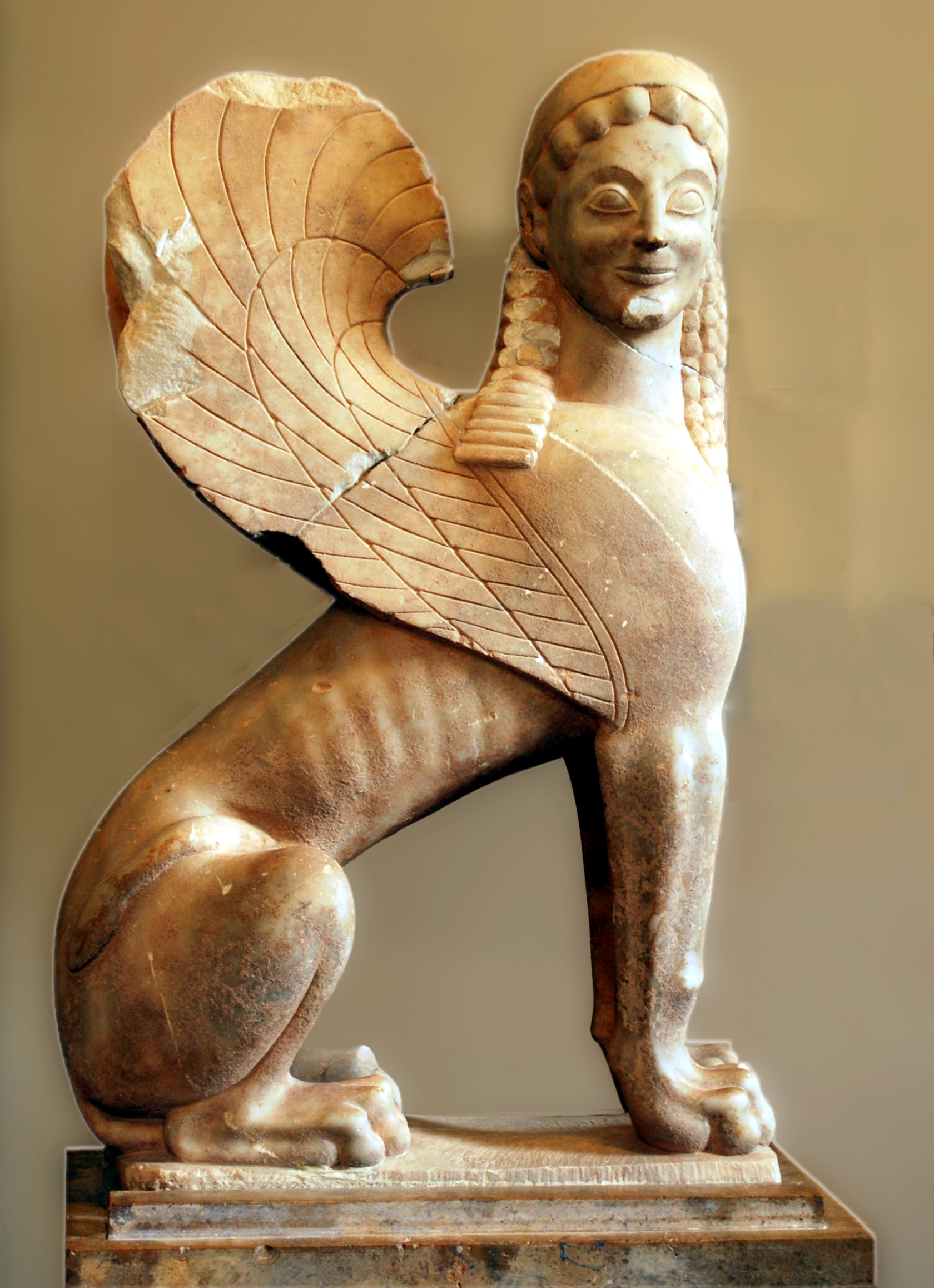
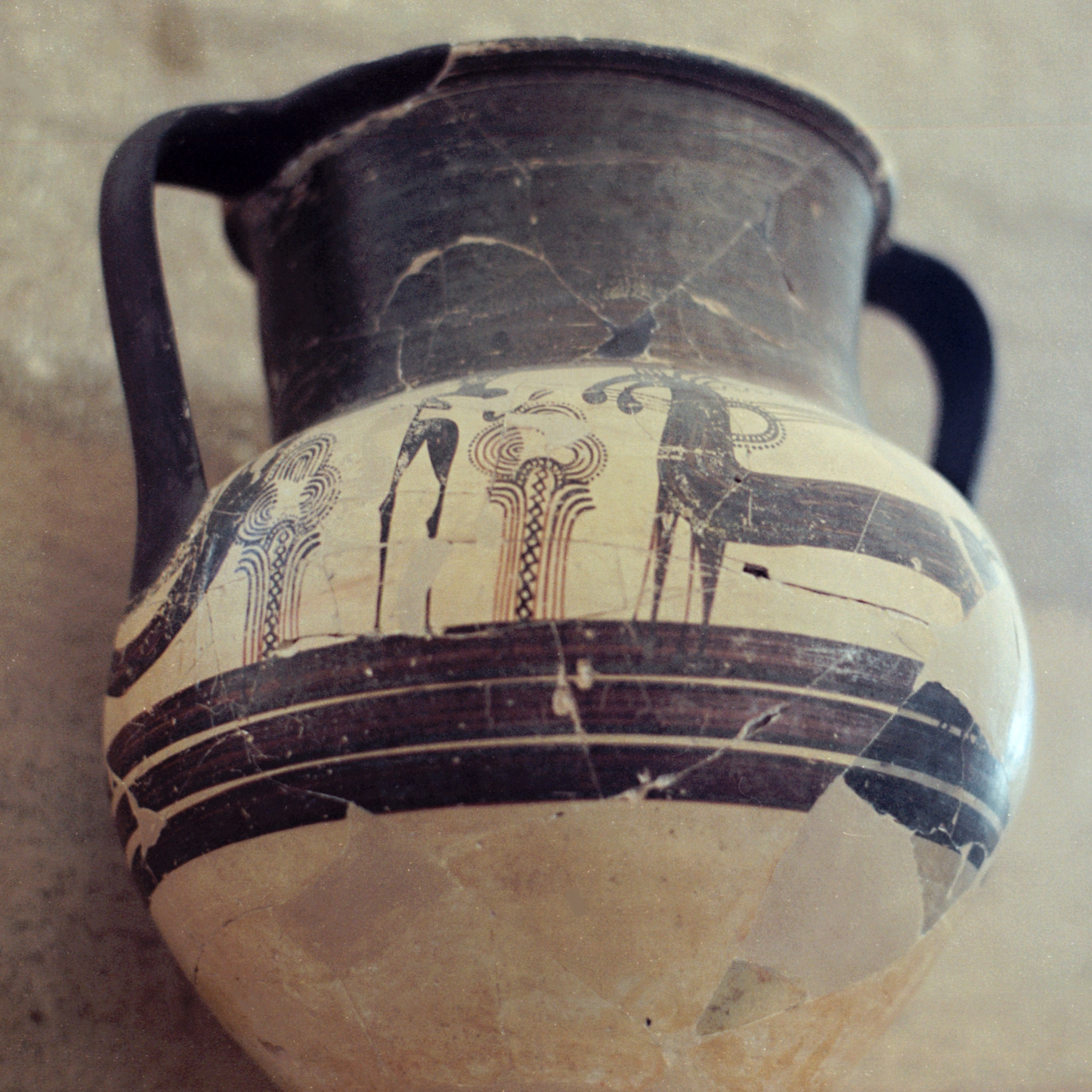
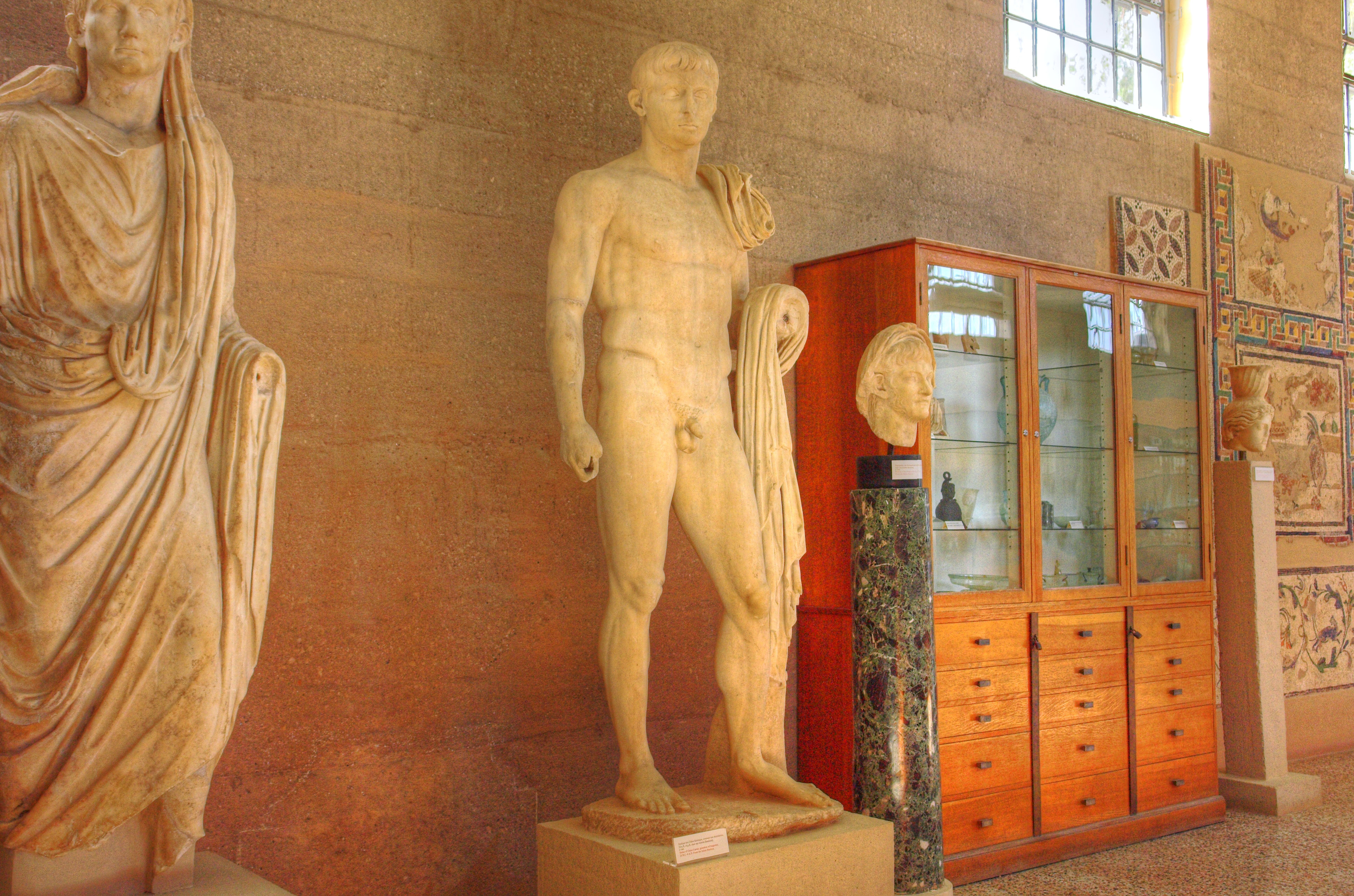